# 3-pentanona
La 3-pentanona, o dietilcetona, es una cetona líquida incolora con un olor similar al de la acetona. Su fórmula es C5H10O. Es soluble en unas 25 partes de agua, y es miscible con etanol y dietiléter.

## Compuestos relacionados
- Existen dos cetonas isómeras de la 3-pentanona: la 2-pentanona y la metilisopropilcetona.
- Otro isómero es el aldehído pentanal.
- Con un carbono menos, se tiene la butanona; con un carbono más se tienen las hexanonas.
- El alcano análogo es el pentano.